# Soul Kitchen
Soul Kitchen er en tysk komediefilm fra 2009, instrueret af Fatih Akın. Den fortæller historien om bistrorestauranten Soul Kitchen i Hamborg. Filmen havde premiere i Venedig på Filmfestivalen den 10. september 2009.

## Priser
Soul Kitchen vandt 2009 bl.a. den "Store Pris" på Venedig filmfestivalen og filmmanusprisen på Nordisk filmdager. 

## Andre filmfestivaler

### 2009
- Toronto International Film Festival
- Deutsches Filmfestival in Tokyo
- Gent International Film Festival
- São Paulo International Film Festival
- Thessaloniki International Film Festival
- Les Arcs International Film Festival

### 2010
- Internacionalni festival filma Kustendorf